# First Division 1929/1930
Třicátý osmý ročník First Division (1. anglické fotbalové ligy) se konal od 31. srpna 1929 do 3. května 1930.
Hrálo se opět s 22 kluby. Sezonu vyhrál obhájce minulé sezony a celkem počtvrté v klubové historii Sheffield Wednesday, který získal o deset bodů více než druhé Derby County. Nejlepším střelcem se stal hráč West Hamu Vic Watson který vstřelil 41 branek.